# Jean-Philippe Dally
 (janvier 2018).
Si vous disposez d'ouvrages ou d'articles de référence ou si vous connaissez des sites web de qualité traitant du thème abordé ici, merci de compléter l'article en donnant les références utiles à sa vérifiabilité et en les liant à la section « Notes et références ».
Jean-Philippe Dally, né le 8 mars 1996, à Orléans, en France, est un joueur français, international ivoirien de basket-ball. Il évolue au poste d'ailier.

## Biographie
Le 5 juin 2020, il signe un contrat d'un an avec l'ALM Évreux après trois saisons et une Leaders Cup de Pro B remportée avec à l'AS Denain-Voltaire.
En juillet 2021, il signe un contrat d'un an avec l'Orléans Loiret Basket revenant ainsi dans sa ville natale.
Le 16 février 2022, il rompt son contrat avec l'Orléans Loiret Basket à l'amiable et rejoint le Champagne Basket pour la fin de saison.

## Palmarès
- Vainqueur de la Leaders Cup de Pro B 2018 avec Denain-Voltaire.